# Cavasteron atriceps
Cavasteron atriceps är en spindelart som beskrevs av Baehr och Rudy Jocqué 2000. Cavasteron atriceps ingår i släktet Cavasteron och familjen Zodariidae.
Artens utbredningsområde är Sydaustralien. Inga underarter finns listade i Catalogue of Life.